# Les Grands Plongeurs noirs
Les Grands Plongeurs noirs est un tableau réalisé par le peintre français Fernand Léger en 1944. Partie de sa série de Plongeurs, cette huile sur toile représente des plongeurs nus de plusieurs couleurs formant un enchevêtrement sur un fond gris clair. L'œuvre est conservée au musée national d'Art moderne, à Paris.